# Lewin Brzeski (gemeente)
De gemeente Lewin Brzeski is een stad- en landgemeente in het Poolse woiwodschap Opole, in powiat Brzeski.
De zetel van de gemeente is in Lewin Brzeski.
Op 30 juni 2004 telde de gemeente 13 675 inwoners.

## Oppervlaktegegevens
In 2002 bedroeg de totale oppervlakte van gemeente Lewin Brzeski 159,7 km², waarvan:
- agrarisch gebied: 81%
- bossen: 9%

De gemeente beslaat 18,22% van de totale oppervlakte van de powiat.

## Demografie
Stand op 30 juni 2004:
| Omschrijving                   | Totaal | Totaal | Vrouwen | Vrouwen | Mannen | Mannen |
| ------------------------------ | ------ | ------ | ------- | ------- | ------ | ------ |
| eenheid                        | aantal | %      | aantal  | %       | aantal | %      |
| inwoners                       | 13 675 | 100    | 6997    | 51,2    | 6678   | 48,8   |
| bevolkingsdichtheid (inw./km²) | 85,6   | 85,6   | 43,8    | 43,8    | 41,8   | 41,8   |

In 2002 bedroeg het gemiddelde inkomen per inwoner 1181,19 zł.

## Administratieve plaatsen (sołectwo)
Błażejowice, Borkowice, Buszyce, Chróścina, Golczowice, Jasiona, Kantorowice, Leśniczówka, Łosiów, Mikolin, Nowa Wieś Mała, Oldrzyszowice, Przecza, Ptakowice, Różyna, Sarny Małe, Skorogoszcz, Stroszowice, Strzelniki, Wronów.
Zonder de status sołectwo : Niwa, Piaski, Raski.

## Aangrenzende gemeenten
Dąbrowa, Niemodlin, Olszanka, Popielów en Skarbimierz